# Dysdercus albofasciatus
Dysdercus albofasciatus es una especie de chinche de la familia Pyrrhocoridae, nativa de América del Sur.

## Etimología
El epíteto específico viene del latín y significa “bandas blancas”.

## Nombre común
En Argentina es conocida como chinche tricolor.

## Características
El cuerpo puede ser de color completamente rojo o tener manchas. El escutelo es negro.

## Comportamiento
En Argentina, Dysdercus albofasciatus se alimenta normalmente de las semillas y flores del botón de oro. Durante el otoño y el invierno, entre marzo y agosto, sobrevive con su actividad fisiológica reducida (fenómeno conocido como diapausa). A fines de septiembre las hembras desarrollan el ovipositor y empieza la temporada reproductiva. El ciclo vital desde el huevo hasta el adulto dura entre 25 y 61 días dependiendo de las condiciones climáticas.
Los mayores depredadores naturales de la chinche tricolor son ácaros del género Treatia, hongos parásitos Entomophthorales y moscas taquínidas Acaulona brasiliana.

## Distribución
Esta especie se encuentra en Argentina, Brasil, Paraguay y Uruguay.